# حسن المراجعة
حسن المراجعة عند أهل البديع هي أن يمكن المتكلم مراجعة في القول يمزج بينه وبين مجاور له بأوجز عبارة أعدل سبك وأعذب لفظ. ومنه قوله تعالى ﴿قال إني جاعلك للناس إماما قال ومن ذريتي قال لا ينال عهدي الظالمين﴾، جمعت هذه القطعة، وهي بعض آية، ثلاث مراجعات فيها معاني الكلام من الخبر والاستخبار والأمر والنهي والوعد والوعيد بالمنطوق والمفهوم.